# Ортис Видес, Хосе Игнасио
Хосе Мария Игнасио Ортис Видес (исп. José María Ignacio Ortiz Vides; 1941, Чимальтенанго — 9 июня 1983, Петен) — гватемальский революционер-интернационалист.
Руководитель городского фронта Повстанческих вооружённых сил. В 1968 году отправился во Вьетнам с Аурой Мариной Арриолой и другими гватемальскими революционерами для прохождения военной подготовки. Один из основателей Союза народа в Мексике.
Одна из школ в Антигуа-Гватемале носит его имя: Смешанная сельская школа имени Хосе Мариа Игнасио Ортиса Видеса.